# Mariam Sankara
Mariam Sankara, née Sérémé (qui est écrit également dans certaines sources Sermé) le 26 mars 1953, est la veuve de Thomas Sankara. Thomas Sankara est le président du Burkina Faso (anciennement appelé Haute-Volta) du 4 août 1983 jusqu'à son assassinat le 15 octobre 1987. Pendant cette période, elle devient de fait la Première dame du pays. En exil pendant plusieurs décennies, elle est de retour au Burkina Faso brièvement en 2007 puis en 2015. Elle continue un combat pour que la lumière soit complètement faite sur la mort de son mari, y compris sur une éventuelle implication de l'État français.

## Biographie
Née le 26 mars 1953, elle se marie avec Thomas Sankara le 21 juillet 1979. Elle est alors étudiante. Lui est officier, lieutenant au moment du mariage, aux convictions marxiste et panafricanistes. Il devient capitaine et s'empare du pouvoir, par un coup d'État militaire, en août 1983, et s'impose comme président de ce qui est alors la République de Haute-Volta. Il tente de réaliser ce qu'il appelle une révolution démocratique et populaire et lance la mise en œuvre de réformes radicales. Il est tué dans un coup d'État en octobre 1987, orchestré par son ancien ami et collègue, Blaise Compaoré, principal bénéficiaire. À la suite du coup d'État, Mariam Sankara refuse dans un premier temps des propositions d'asile à l'étranger. Elle est retenue en résidence surveillée à Ouagadougou, mais sa situation devient difficile.
Elle est finalement contrainte de fuir le Burkina Faso avec ses deux enfants, Philippe, né le 10 août 1980, et Auguste, né le 21 septembre 1982. Elle se réfugie à Libreville au Gabon, puis s'exile en France, à Montpellier, avec ses enfants, et y passe les vingt années suivantes. En 1997, elle dépose une plainte auprès de la justice burkinabè à propos de l'assassinat de son époux, mais ce n'est qu'en juin 2012 que la Cour suprême juge que l'instruction de l'affaire peut être poursuivie. Avec l'ouverture progressive du régime de ce pays, elle est finalement en mesure de retourner au Burkina Faso en 2007, pour assister aux commémorations organisées en l'honneur de l'anniversaire des 20 ans de la mort de son mari. De grandes foules l'accueillent, à son arrivée à la capitale Ouagadougou.
Fin d'octobre 2014, un soulèvement éclate au Burkina Faso en vue de protester contre le président Blaise Compaoré, qui tente de prolonger ses 27 ans de présidence. À cause de ces protestations, Blaise Compaoré est contraint de démissionner et de quitter le pays. En réponse à ce soulèvement populaire, Mariam Sankara publie une déclaration félicitant le peuple burkinabè de sa victoire, et appelant à poursuivre Blaise Compaoré pour ses crimes. Elle revient à nouveau dans son pays en 2015,,. Elle continue un combat pour que la justice burkinabè fasse la lumière sur la mort de son mari. Elle fait également en France une demande de levée du secret défense sur les documents liés à cet événement et une demande d’enquête parlementaire auprès de l’Assemblée nationale française,.
En janvier 2020, Mariam Sankara et une cinquantaine d'intellectuels publient une déclaration demandant l'ouverture d'un débat « populaire et inclusif » sur la réforme du franc CFA en cours et rappelant que « la question de la monnaie est fondamentalement politique et que la réponse ne peut être principalement technique ».
Le 6 avril 2022, le tribunal militaire de Ouagadougou condamne, par contumace, Blaise Compaoré, successeur et ancien ami de Thomas Sankara, désormais exilé en Côte d’Ivoire, à la prison à perpétuité pour « complicité d’assassinats » et « atteinte à la sûreté de l’État ». Mariam Sankara assiste à l'aboutissement de la plainte qu'elle avait déposée.